# David Hatcher Childress
David Hatcher Childress (sinh ngày 1 tháng 6 năm 1957) là một tác giả người Mỹ, đồng thời là chủ sở hữu của Adventures Unlimited Press, một nhà xuất bản được thành lập vào năm 1984 chuyên về sách về các chủ đề bất thường như bí ẩn cổ đại, hiện tượng không giải thích được, lịch sử thay thế và chủ nghĩa xét lại lịch sử. Các tác phẩm của ông chủ yếu tập trung vào các chủ đề giả khảo cổ học và giả khoa học như Atlantis và Lemuria, dịch chuyển cực, Trái Đất rỗng, tiếp xúc xuyên đại dương thời tiền Colombia, công nghệ bị giấu kín, Nikola Tesla, năng lượng miễn phí, UFO và nhà du hành vũ trụ cổ, phản trọng lực, máy bay vimana, hội kín và các thuyết âm mưu khác.  Gần đây hơn, anh ấy đã viết về du hành thời gian và hiện tượng sinh vật bí ẩn học như yeti và sasquatch. Childress tự nhận mình là một "nhà khảo cổ lưu manh".

## Tiểu sử
Sinh ra ở Pháp với cha mẹ là người Mỹ, và lớn lên ở Colorado và Montana, Mỹ, Childress đến Đại học Montana–Missoula để nghiên cứu khảo cổ học, nhưng rời đại học vào năm 1976 ở tuổi 19 để bắt đầu đi du lịch theo đuổi sở thích khảo cổ của mình. Sau vài năm ở châu Á và sau đó là châu Phi, năm 1983, Childress chuyển đến Stelle, Illinois, một cộng đồng do nhà văn Richard Kieninger của Thời đại Mới thành lập; Childress được tặng một trong những cuốn sách của Kieninger khi đang chu du khắp châu Phi. Childress đã ghi lại những cuộc khám phá của mình trong những năm 1970, 1980 và 1990 trong loạt sách Lost Cities and Ancient Mysteries.
Cuốn sách đầu tiên của Childress, A Hitchhikers Guide to Africa and Arabia, được Chicago Review Press xuất bản vào năm 1983. Năm 1984, Childress chuyển đến Kempton, Illinois, và thành lập một công ty xuất bản có tên Adventures Unlimited Press, là công ty độc quyền. Công ty của ông đã xuất bản các tác phẩm của riêng ông và sau đó là của các tác giả khác, trình bày các lý thuyết khoa học phi chính thống liên quan đến các nền văn minh cổ đại, sinh vật bí ẩn học và các công nghệ ít được biết đến. Năm 1992, Childress thành lập Câu lạc bộ World Explorers Club, thỉnh thoảng tổ chức các chuyến tham quan đến những nơi ông viết và xuất bản một tạp chí có tên là World Explorer.
Childress từng xuất hiện trên NBC (The Mysterious Origins of Man), Fox Network (Sightings và Encounters), Discovery Channel, A&E và History (ví dụ: Ancient Aliens), để bình luận về các chủ đề như Tam giác quỷ Bermuda, Atlantis và UFO. Kể từ lần đầu tiên bước chân vào ngành vào năm 1984, Childress đã dính vào hai vụ kiện về xuất bản; một, liên quan đến vụ ám sát Kennedy, thất bại sau khi hết thời hiệu và một, liên quan đến luận án thạc sĩ chưa được công bố về UFO được viết vào năm 1950, đều được giải quyết bên ngoài tòa án. Childress viết một cách hài hước về những vụ kiện tụng này trong cuốn tự truyện năm 2000 mang tên A Hitchhiker's Guide to Armageddon. Childress được mời phỏng vấn trên một số chương trình phát thanh.

## Chỉ trích
Patrick D. Nunn giáo sư địa lý tại Đại học Sunshine Coast đã lưu ý rằng Childress là người ủng hộ các tuyên bố giả khoa học như lục địa bị mất tích Mu và cự thạch trên các đảo Thái Bình Dương được xây dựng bằng bay. Nunn đã viết rằng "sự biến mất của Mu rất thuận lợi vì nó có nghĩa là các nhà lý thuyết như Childress có thể nói những gì họ thích và có vẻ thuyết phục đối với những người tương đối ít hiểu biết, một cách tự nhiên là có rất nhiều thông tin khoa học về địa chất và văn hóa Thái Bình Dương."

## Ấn phẩm
Công ty của Childress đã xuất bản gần 200 cuốn sách (nhiều bản dịch ra tiếng nước ngoài) trong hơn hai chục năm. Bản thân Childress đã là tác giả và đồng tác giả của hơn một chục cuốn sách, từ cuốn sách đầu tiên của ông năm 1983 đến cuốn sách gần đây nhất vào năm 2013. Những người để lại ảnh hưởng đến ông gồm có Erich von Däniken, Thor Heyerdahl và Charles Berlitz.

### Tác giả hoặc đồng tác giả
- A Hitchhikers Guide to Africa and Arabia, 1984, ISBN 0-914091-42-5
- Lost Cities and Ancient Mysteries of Africa and Arabia, 1984, ISBN 0-932813-06-2
- Lost Cities of China, Central Asia and India, 1984, ISBN 0-932813-07-0
- Lost Cities and Ancient Mysteries of South America, ISBN 0-932813-02-X
- Lost Cities of Ancient Lemuria and the Pacific, ISBN 0-932813-04-6
- Lost Cities of North and Central America, ISBN 0-932813-09-7
- Lost Cities of Atlantis, Ancient Europe and the Mediterranean, ISBN 0-932813-25-9
- Extraterrestrial Archeology ISBN 0-932813-77-1
- Vimana Aircraft of Ancient India and Atlantis, ISBN 0-932813-12-7
- Man-Made UFOs 1944-1994 (with Renato Vesco) ISBN 0-932813-23-2
- The Time Travel Handbook ISBN 0-932813-68-2
- Pirates and the Lost Templar Fleet ISBN 1-931882-18-5
- Technology of the Gods, The Incredible Science of the Ancients, ISBN 0-932813-73-9
- Lost Continents and the Hollow Earth ISBN 0-932813-63-1
- A Hitchhikers Guide to Armageddon ISBN 0-932813-84-4
- Mystery of the Olmecs ISBN 978-1-931882-71-2
- Inside the Gemstone File (with Kenn Thomas) ISBN 0-932813-66-6
- Lost Cities and Ancient Mysteries of the American Southwest ISBN 1-931882-94-0
- Yetis, Sasquatch and Hairy Giants ISBN 1-931882-98-3
- Ancient Micronesia and the Lost City of Nan Modal ISBN 0-932813-49-6 (1998)
- The Enigma of Cranial Deformation: Elongated Skulls of the Ancients (with Brien Foerster) (2012)
- Vimana: Flying Machines of the Ancients ISBN 1-939149-03-7 (2013)
- The Lost World of Cham: The TransPacific Voyages of the Champa" ISBN 9781939149725(2017)

### Biên tập
- The Anti-Gravity Handbook 3rd ed (edited) ISBN 1-931882-17-7
- Anti-Gravity and the World Grid (edited) ISBN 0-932813-03-8
- Anti-Gravity and the Unified Field (edited) ISBN 0-932813-10-0
- The Free-Energy Device Handbook (edited) ISBN 0-932813-24-0
- The Tesla Papers ISBN 0-932813-86-0

### Đóng góp
- Discovering the Mysteries of Ancient America: Lost History And Legends, Unearthed And Explored ISBN 1-56414-842-4
- Unearthing Ancient America: The Lost Sagas of Conquerors, Castaways, and Scoundrels ISBN 1-60163-031-X
- The Fantastic Inventions of Nikola Tesla ISBN 0-932813-19-4